# 라틴 교회

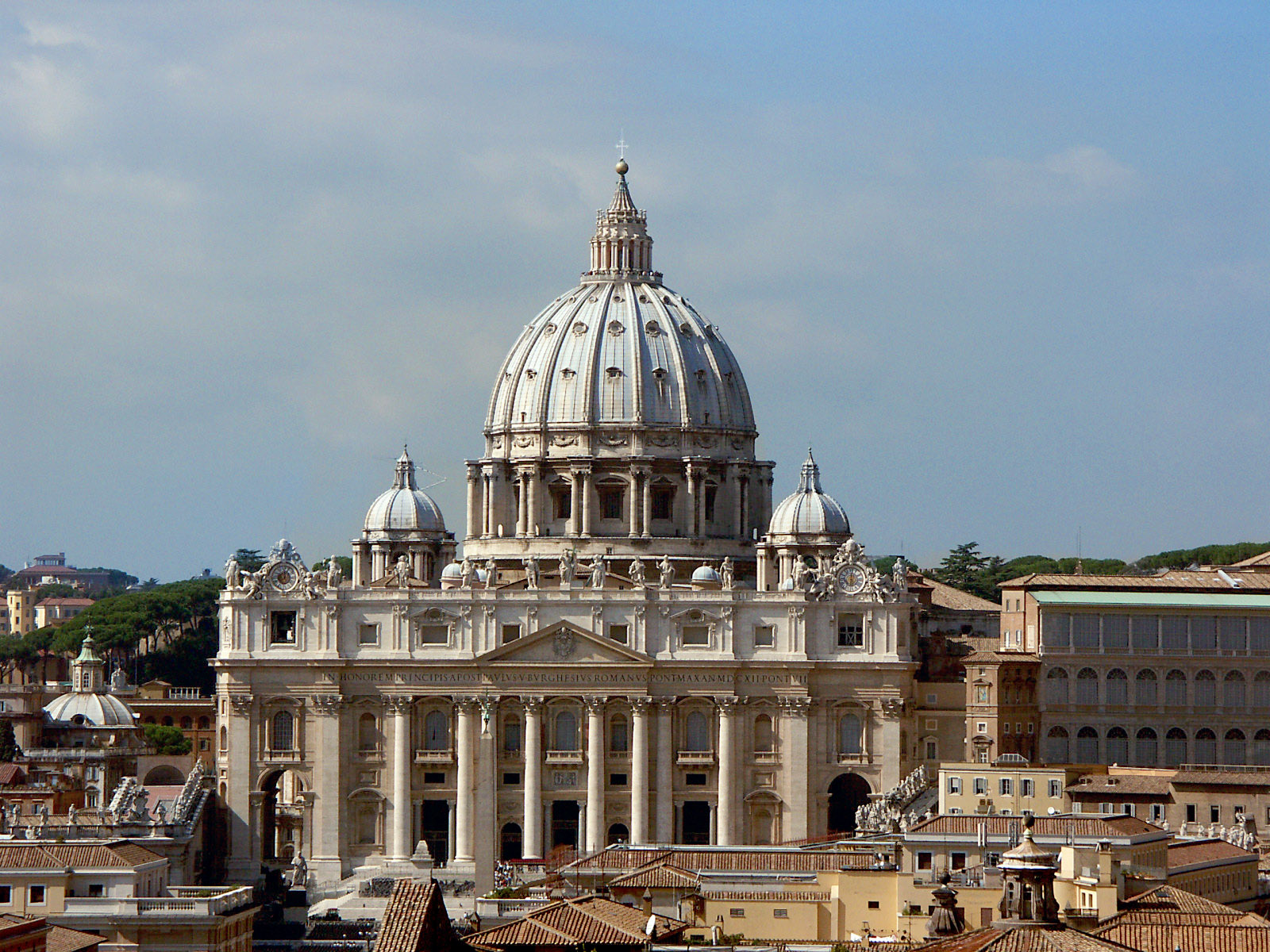

라틴 교회(라틴어: Ecclesia Latina)는 사전적으로 라틴 전례를 따르는 기독교를 의미하나, 사실상 로마 가톨릭교회를 상징적으로 가리키던 말이다. 특히 동방 가톨릭교회와 구분되는 전례 양식을 지닌 교회를 가리킬 때 사용된다.
라틴 교회는 로마 제국의 아프리카 속주에서 처음으로 발전하여, 훗날 로마와 기타 로마 제국의 라틴어 사용 지역들(서유럽과 북아프리카)로 진출하였다. 라틴어는 고전 고대 시대부터 르네상스 시대까지 유럽의 교육과 문화 등에서 주요 언어였다. 라틴어를 사용하거나 사용했었던 지역들에서는 다양한 종류의 라틴 전례들이 발전하였다.

## 용어

### 교회와 전례
1990년 동방교회법에서는 교회와 전례에 대해 다음과 같이 정의를 내리고 있다.
교회: 그리스도교 신자들의 모임은 교회법에 따른 교계제도에 따라 명확히 또는 암묵적으로 공인된 개별 교회들로 이루어져 있다.
전례 양식: 전례 양식은 전례적, 신학적, 영성적, 단련적 유산이며, 각기 다른 민족의 역사에 의한 고유의 문화와 환경 아래서 각 개별 교회의 신자들이 각자 자신들만의 방식에 따라 거행하고 있다.
동방 가톨릭교회 교회법에서 분류하는 바에 의하면, 라틴 교회는 교계제도상으로 로마 가톨릭교회의 최고 권위에 의해 인정받은 기독교 신자들의 모임 가운데 하나로서 규모가 큰 자치 개별 교회이다. 그리고 라틴 전례는 이 개별 교회의 신학과 영성과 전승, 교회법 등이 녹아든 고유의 유산이라고 할 수 있다.

## 같이 보기
- 반종교개혁
- 야고보 (제베대오의 아들)
- 사도 바울로
- 베드로
- 로마 보편 전례력
- 교회의 대분열